# Битва при Борносе (1811)
В битве при Борносе 5 ноября 1811 года испанские войска во главе с Франсиско Бальестеросом атаковали колонну французских имперских сил под командованием Жан-Батиста Пьера де Семле. Это сражение было частью более крупной операции, во время которой французы пытались поймать Бальестероса, но потерпели неудачу. Вместо этого испанский генерал атаковал одну из французских колонн. Французы избежали полного разгрома, отойдя с боем, но союзный с Францией испанский батальон сдался (или же перешёл на сторону испанцев). Борнос находится примерно в 64 км к северо-востоку от Херес-де-ла-Фронтера. Битва произошла во время Пиренейских войн, являющихся частью наполеоновских войн.

## Предыстория
Осенью 1811 года британский флот перевёз Франциско Бальестероса и его небольшую армию в Альхесирас, после чего те прошли вглубь страны. Французский командующий в Андалусии маршал Никола Сульт был раздражён постоянными набегами Бальестероса на его территорию, и он решил поймать испанского генерала.

## Битва
Чтобы поймать Бальестероса, Сульт организовал три колонны под командованием дивизионного генерала Никола Годино, дивизионного генерала Пьера Барруа и бригадного генерала Жан-Батиста Пьера де Семле. В июле 1811 года Годино командовал 2-й дивизией 1-го корпуса численностью 8133 человека в 13 батальонах. Годино отправился из Севильи, а Барруа и Семле покинули осаду Кадиса. Бальестерос обнаружил сближающиеся французские войска и быстро отступил на юг к Гибралтару, где нашёл убежище. 14 октября 10 тыс. французских солдат прибыли к Гибралтару. Не имея ресурсов для осады, французы отступили на следующий день.
Годино попытался пройти на Тарифу, но его войска, шедшие по прибрежной дороге, подверглись обстрелу со стороны британских военных кораблей. Отказавшись от своих планов, он удалился в Севилью. Обвинённый в провале операции, Годино позже покончил жизнь самоубийством. 5 ноября Бальестерос отправился в Борнос, где застал врасплох Семле, у которого под командованием было 1,5 тыс. солдат 16-го лёгкого пехотного полка и французский батальон Juramentados. Семле и 16-й лёгкий полк вырвались из ловушки, но Juramentados либо сдались, либо массово дезертировали во время боя. 16-й лёгкий полк потерял 100 человек. Поскольку всего у Семле было 2,3 тыс. человек, в том числе 1,5 тыс. французов, предположительно батальон Juramentados насчитывал 800 человек. Бальестерос руководил войском, состоящим как из солдат регулярной армии, так и из ополченцев. Размер войска испанцев и его потери неизвестны.

## Вторая битва при Борносе
31 мая 1812 года произошла вторая битва при Борносе, в которой Бальестерос застал врасплох войска Николя Франсуа Конру. Численно уступающие противнику французы успешно отбили атаки испанских войск, нанеся им серьёзный урон.